# Anton Reicha
Antonin Reicha (tudi: Antonín ali Antoine Reicha oz. Rejcha), češki skladatelj, flavtist in pedagog, * 26. februar 1770, Praga, † 28. maj 1836, Pariz.
Reciha je bil rojen v češki družini, vendar je svojo kariero začel in končal v Parizu. Prejel je tudi francosko državljanstvo. Bil je sodobnik in dolgoletni Beethovnov prijatelj. Danes so najbolj izvajani njegovi pihalni kvinteti. Med njegovimi najbolj slavnimi učenci sta bila Franz Liszt in Hector Berlioz. Reicha je bil tudi izvrsten glasbeni teoretik in avtor številnih razprav o kompoziciji. 